# 舟坝镇
舟坝镇，是中华人民共和国四川省乐山市沐川县下辖的一个乡镇级行政单位。

## 行政区划
舟坝镇下辖以下地区：
花山湾社区、正兴村、普宁村、洋溪村、彭槽村、夏寨村、前进村、桃山村、弓弯村、先锋村、桑林村、双埝村、场坝村、乐群村、工农村和兴隆村。